# Свети Николай (Госно)
„Свети Николай“ (на гръцки: Αγίου Νικολάου) е възрожденска православна църква, разположена в село Госно (Лаханокипи), дем Хрупища, Гърция. Тя е гробищната църква на селото. Днес храмът е част от Костурската епархия.
В архитектурно отношение църквата е базилика, украсена със стенописи в апсидата на олтара и апсидата на протезиса. Фреските в храма са интересни примери за местната живопис от началото на XIX век. В църквата в Госно са запазени ценни поствизантийски икони.
В 1991 година е обявена за паметник на културата.